# Banjar Kemuning
Banjar Kemuning is een bestuurslaag in het regentschap Sidoarjo van de provincie Oost-Java, Indonesië. Banjar Kemuning telt 1354 inwoners (volkstelling 2010).